# نادي سامبايو كوريا
نادي سامبايو كوريا لكرة القدم (بالبرتغالية: Sampaio Corrêa Futebol Clube‏) ، هو نادي كرة قدم برازيلي، أسس سنة 1923 م.

## وصلات خارجية
- الموقع الرسمي

لم يتم العثور على روابط لمواقع التواصل الاجتماعي.